# 54 (فلم)
54 هو فيلم من نوع دراما أُصدر في 1998. الفيلم من إنتاج وتوزيع ميرماكس. وهو من إخراج وسيناريو مارك كريستوفر.

## القصة
تقع أحداث الفيلم في نيوجيرسي ونيويورك.

## طاقم التمثيل
- سلمى حايك
- بيتر بوغدانوفيتش
- كول سودوث
- مايك مايرز
- نيف كامبل
- سكيب سودوث [الإنجليزية]‏
- سيندي كروفورد
- شيريل كرو
- دونالد ترامب
- سيلا وورد
- Frederique van der Wal [الإنجليزية]‏
- بيفرلي جونسون
- هيثر ماتاراتزو
- جيمي كارتر
- شيري سترينجفيلد
- فاليري برين
- ريان فيليب
- لورين هاتون
- اريكا الكسندر
- مايكل يورك
- لوري باجلي [الإنجليزية]‏
- مايكل بيت
- بريكين ماير
- Daniel Lapaine [الإنجليزية]‏
- نوام جنكينز
- آرت جارفونكل
- مارك رافالو
- إلين ألبرتيني دو
- رون جيريمي
- دومينيك لومباردوزي
- هايدي كلوم
- Arthur J. Nascarella [الإنجليزية]‏

## الإنتاج
موسيقى الفيلم التصويرية كانت من تأليف ماركو بلترامي.

## الاستقبال

### الجوائز والترشيحات
حصل الفيلم على ترشيحين في جوائز غولدن رازي لعام 1999، حيث تم ترشيح ريان فيليبي لجائزة أسوأ ممثل وإلين ألبرتيني داو لجائزة أسوأ ممثلة مساعدة.
كما أفادت تقارير بأن مايك مايرز اقتُرح كمرشح لجائزة أفضل ممثل مساعد من قبل نقابة نقاد الفيلم في نيويورك (NYFCC) على أساس العرض الأصلي للفيلم – قبل أن يتم سحب الترشيح في النسخة المعدّلة لاحقًا.

### الميزانية والإيرادات
بلغت ميزانية إنتاج الفيلم حوالي 13 مليون دولار أمريكي.
أما من حيث الإيرادات، فقد حقق الفيلم ما يقارب 16.8 مليون دولار في شباك التذاكر العالمي، منها 16.6 مليون دولار في الولايات المتحدة وكندا، وقرابة 0.2 مليون دولار في الأسواق الدولية.

## وصلات خارجية
- مقالات تستعمل روابط فنية بلا صلة مع ويكي بيانات